# Salix maximowiczii
Espèce
Classification APG III (2009)
Salix maximowiczii, le saule de Maximovicz, est une espèce de plantes à fleurs de la famille des Salicaceae. C'est un arbres à feuilles caduques originaire de l'est de l'Asie,.

## Synonymie
- Toisusu cardiophylla var. maximowiczii (Kom.) Kimura[1].

## Description
Salix maximoviczii se présente comme un arbre atteignant jusqu'à 20 mètres de haut. Le tronc peut aller à un mètre de diamètre à hauteur de poitrine. Il porte de minces branches, les jeunes rameaux sont verts ou vert grisâtre, jaunâtres en hiver et glabres.
Les bourgeons ovoïdes brillent et des stipules ovolo-orbiculaires, dentés et caduques, sont fixés sur un pétiole de 0,5 à 1,8 cm. Les feuilles sont ovale oblong ou ovale lancéolé, de 12 × 3.4 cm, abaxialement pâles, glabres, adaxialement vert foncé, pubescentes le long des nervures, glabrescentes, avec une base plus ou moins obtuse, rarement en forme de cœur, la marge est dentée, l'apex long et acuminé. La floraison cotonneuse se produit sur des chatons érigés ou étalés, de 2.5-4.5 cm, pédonculés, densément fleuris. Le rachis est glabre ; les bractées obovales, de 2 à 5 mm, ciliées, de 3 à 5 nervures.
Chaton mâle : deux glandes, cinq étamines centrales, trois fois plus long que large, de 2, 6 à 7 mm ; filet pubescent à la base ; anthères jaunes.
Chaton femelle pendant, de 4 à 6(-10) cm, peu fleuri, jusqu'à 5-15 cm au moment de la fructification. Bractées jaunâtres, oblongues, abaxialement pileuses, à l'apex aigu, caduques. La fleur femelle porte deux glandes adaxiales, et une glande abaxiale qui est parfois absente ; l'ovaire est ovoïde-lancéolé, glabre, avec un style comportant deux lobes ; le stigmate est  lancéolé, en deux parties ; style et stigmate sont caduques dans le fruit. La floraison a lieu en mai-juin, la fructification en juin-juillet.

## Répartition et habitat
L'espèce est originaire de l'extrême est de la Russie, de la Corée et de l'est de la Chine (Jilin, Heilongjiang, Liaoning).
L'espèce vit entre 300 et 800 m d'altitude.

## Utilisation
L'arbre sert à la production de bois d'œuvre, de bois d'allumettes et c'est une plante nectarifère.